# 加沙人道主义基金会
加沙人道主义基金会是一家总部位于美国特拉华州的组织，成立于2025年2月。該組織聲稱不忍目睹以哈战争期间的加沙人道主义危机，於是前往加沙地帶向當地難民分发人道援助。该组织得到特朗普政府和以色列政府的支持，旨在取代聯合國成為援助加沙的主要平台。
加沙人道主义基金会于2025年5月26日開始在加沙地帶分發物資。截至2025年6月24日，已有600名巴勒斯坦人在領取該基金會分發的物資時被打死（拉法援助分發點槍擊案），超过4,200人受伤 。